# رولاند بار
رولاند بار (آلمانی: Roland Baar; ۱۲ آوریل ۱۹۶۵ – ۲۳ ژوئن ۲۰۱۸) قایقران روئینگ اهل آلمان بود.
وی در مسابقات کشوری و بین‌المللی در مجموع برندهٔ ۵ مدال طلا، ۱ مدال نقره، ۱ مدال برنز شده‌است.